# Волонтёрский лагерь
Волонтёрский лагерь — это социальный проект, место для организации какой либо деятельность для групп волонтёров
Лагеря делятся:
1. По месту нахождения: природные, экологические, социально городские[4].
2. По времени работы: сезонные, постоянные, событийные.
3. По уровню: международные, всероссийские, локальные.

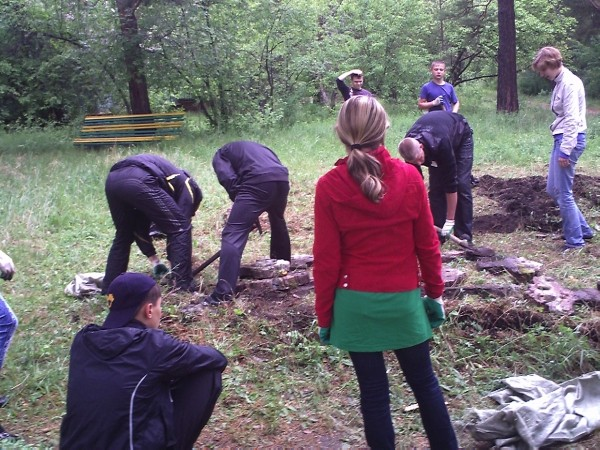
Волонтёры в лагере

Работа в волонтёрском лагере может быть разной, единственное условие — социальная направленность. Самые распространенные это реставрационные и экологические проекты, так же бывают проекты с детьми, инвалидами, культурные, фестивальные, археологические, исторические и другие.
Условия проживания могут быть самыми разными, все зависит от организации, которая делает лагерь. Варианты проживания могут быть следующими: молодёжное общежитие, палатки, принадлежащий лагерю дом. Очень часто волонтёров просят взять с собой спальный мешок, так как принимающая организация не может обеспечить кровати и постельное белье.